# Gasdwerg
Een gasdwerg of mini-neptunus is een hypothetisch type planeet met het karakter van een gasreus maar met de grootte van een terrestrische planeet. De exoplaneten Kepler-11f en Kepler-138d worden als kandidaten voor dit type planeet beschouwd.